# Benedetto Accolti el vell
Benedetto Accolti "el vell" (Arezzo 1415-Florència 1466), fou patrici d'Arezzo, adscrit a la ciutadania de Florència el 1458, lector de dret de la universitat de Florència el 1451, canceller de la República florentina el 1459, membre de l'Acadèmia Platònica de Florència, historiador autor del De bello a Christianis contra Barbaros gesto pro Christi sepulchro, et Judea recuperandis i de De praestantia vitorum sui aevi